# Raphael Vieira
Raphael Vieira de Oliveira est un joueur brésilien de volley-ball né le 14 juin 1979 à São João del-Rei (Minas Gerais). Il mesure 1,90 m et joue passeur. Il est international brésilien.

## Clubs
| Club            | De        | À         |
| --------------- | --------- | --------- |
| Banespa         | 1998-1999 | 2000-2001 |
| Bunge Barão     | 2001-2002 | 2001-2002 |
| Ulbra           | 2002-2003 | 2003-2004 |
| Zenit Kazan     | 2004-2005 | 2005-2006 |
| Callipo Sport   | 2006-2007 | 2008-2009 |
| Trentino Volley | 2009-2010 | 2012-2013 |
| Halkbank Ankara | 2013-2014 | 2013-2014 |

## Palmarès

### Club et équipe nationale
- World Grand Champions Cup (1)
  - Vainqueur : 2013
- Championnat d'Amérique du Sud (2)
  - Vainqueur : 2005, 2009
- Championnat d'Amérique du Sud des moins de 19 ans (1)
  - Vainqueur : 1998
- Copa America
  - Finaliste : 2009
- Championnat du monde des clubs (4)
  - Vainqueur : 2010, 2011, 2012
- Ligue des champions (2)
  - Vainqueur : 2010, 2011
  - Finaliste : 2014
- Championnat d'Italie (2)
  - Vainqueur : 2011, 2013
  - Finaliste : 2010, 2012
- Championnat du Brésil (1)
  - Vainqueur : 2003
  - Finaliste : 2004
- Coupe d'Italie (3)
  - Vainqueur : 2010, 2012, 2013
  - Finaliste : 2011
- Coupe de Russie (1)
  - Vainqueur : 2006
- Supercoupe d'Italie (2)
  - Vainqueur : 2011, 2013
  - Perdant : 2010, 2012

### Distinctions individuelles
- Meilleur passeur du Final Four de la Ligue des champions 2013-2014
- Meilleur passeur des Championnats du monde des clubs 2010, 2011 et 2012